# Joaquín Gorina (La Plata)
Joaquín Gorina es una localidad del partido de La Plata en la provincia de Buenos Aires, Argentina. Está ubicada 10 km al noroeste del centro de la ciudad.

## Población
Tenía una población de 5,521 habitantes (Indec, 2001).

## Historia
La historia cuenta que a principio del siglo XX, Percival Bell, vendió parte de la "Estancia Grande", que había heredado de Jorge Bell, dando origen a las distintas poblaciones de la región. En 1914 se loteó lo que en la actualidad es City Bell, y el 12 de diciembre de 1916 se vendió a Joaquín Gorina otra parte de las tierras, que luego se llamarían Haras "La Lula", en honor a su esposa, Luisa.
En 1923 se inició la construcción del Ferrocarril Provincial (luego Ferrocarril General Belgrano) que uniera La Plata con Avellaneda, al igual que Gambier, La Cumbre, Arturo Seguí, Centro Agrícola El Pato e Ingeniero Allan. Así, Joaquín Gorina, cedió su reciente compra a los responsables del nuevo emprendimiento ferroviario, pero con la condición de que la obra sea bautizada con su nombre.
Un 2 de junio, el Poder Ejecutivo aceptó la donación de las 14 hectáreas y años más tarde allí comenzó a funcionar, en su emplazamiento actual, la Estación Joaquín Gorina, en honor al antiguo propietario de las tierras. Por medio de la Ley Provincial 11526, se estableció como fecha fundacional de la localidad el 2 de junio de 1923.
Desde aquel momento a esta época, Gorina se caracterizó por su tranquilidad, las casas bajas y por las instituciones que allí funcionan como el Frigorífico Gorina, COSEGO (Cooperativa de Obras y Servicios Públicos Consumo y Vivienda de Gorina), la Unidad Penitenciaria N° 18, y la Estación Experimental. También entidades solidarias como La Casita de Gorina y espacios para los vecinos como La Cantera.
El Frigorífico es una gran fuente de trabajo para la zona, ya que es una empresa líder en la Industria de la carne en Argentina. Aunque últimamente se encuentra en el ojo de la tormenta por su participación probada en la contaminación del Arroyo Rodríguez. 
La coopoerativa COSEGO fue fundada un 1 de septiembre de 1990 como resultado de una Asamblea Vecinal y tiene como meta gestionar los servicios de los vecinos. 
1. ↑  «Copia archivada». Archivado desde el original el 4 de marzo de 2010. Consultado el 9 de noviembre de 2010.
2. ↑  «Current local time in La Plata». Time and Date. Consultado el 25 de octubre de 2010.

La Casita de Gorina, se convirtió en un espacio para los chicos y chicas más necesitados. Según cuenta la historia, corría el año 1997 cuando un grupo de vecinos de la localidad se juntó para realizar actividades con los chicos de la zona. 
La Unidad penitenciaria N° 18, ubicada en calle 501 y las vías del ferrocarril ha sabido ser noticia gracias a las tareas solidarias que se llevan a cabo en el lugar. Bajo el lema: "Más trabajo, menos reincidencia", los reclusos aprovechan para capacitarse en los oficios de huerta y panadería, mientras realizan donaciones para los más necesitados. 
La Estación Experimental Gorina ubicada en 501 y 149, es una chacra histórica de la región especializada en producción hortícola. Además, es uno de los 14 establecimientos de este tipo que tiene el Ministerio de Desarrollo Agrario de la Provincia de Buenos Aires.

## Toponimia
Cuando en 1923 se decidió la construcción de un ferrocarril provincial que uniera La Plata con Avellaneda, las tierras ya pertenecían a Joaquín Gorina, que las cedió a los responsables del nuevo emprendimiento, pero con la condición de que la obra llevara su nombre. De este modo, el 2 de junio el Poder Ejecutivo aceptó la donación de las 14 hectáreas y años más tarde allí comenzó a funcionar, en su emplazamiento actual, la estación Joaquín Gorina, en honor al antiguo propietario de las tierras.